# 道巴赫
道巴赫是德国莱茵兰-普法尔茨州的一个市镇。总面积2.91平方公里，总人口232人，其中男性113人，女性119人（2011年12月31日），人口密度80人/平方公里。